# Eccidio di Thiene
L'eccidio di Thiene riguarda l'uccisione avvenuta tra il 17 ed il 19 maggio 1945 di 25 prigionieri che avevano aderito alla RSI , alcuni appartenenti della XXV Brigata Nera "Arturo Capanni" (più altri due di provenienza non conosciuta) da parte di ex partigiani forlivesi, con la complicità di alcuni partigiani locali. Le vittime erano tenute prigioniere a Thiene e le uccisioni avvennero a Lusiana e ad Arsiero.

## Antefatto
Nell'estate 1944, alcuni componenti del "Battaglione Cesena" facenti parte della 25ª Brigata Nera "Arturo Capanni", si erano resi responsabili nella zona di Cesena di gravi fatti di sangue contro la Resistenza locale come l'eccidio del ponte di Ruffio, l'eccidio della Rocca Malatestiana.. Nell'ottobre 1944, con l'approssimarsi della liberazione della Romagna da parte degli Alleati,  85 brigatisti di Forlì si trasferirono a nord insieme con le loro famiglie, insediandosi nella zona di Thiene. I brigatisti cesenati si trasferirono a Fara Vicentino,le famiglie dei militi cesenati si fermarono a Como , altre a Milano ,dopo qualche mese giunsero a Fara Vicentino. I militi della formazione non si resero responsabili di particolari episodi di violenza in zona. Nei giorni della Liberazione, avvenne qualche sparatoria, ma il 26 aprile quasi tutti i componenti si arresero ai partigiani e vennero rinchiusi come prigionieri nell'edificio della Scuola Professionale a Thiene.

## I responsabili
Il 17 maggio 1945 arrivarono a Thiene alcuni ex partigiani comunisti forlivesi a bordo di un furgoncino rosso della ditta Becchi. Si trattava di ex componenti dell'8ª Brigata Garibaldi "Romagna":
- Annibale Bertaccini (21 anni);
- Bruno Servadei "Parolin" (23 anni);
- Renato Morigi (21 anni);
- Dino Sughi "Scalabrinon" (36 anni).

Un quinto forlivese, Pietro Savelli, sarà assolto nel successivo processo, per insufficienza di prove.

### Prima esecuzione
I quattro si presentarono al comando della Brigata "Mazzini" a Thiene, esigendo la consegna dei prigionieri forlivesi. Il comandante partigiano Renato Nicolussi (successore da pochi giorni di Chilesotti) intuendo le intenzioni di costoro, rifiutò (secondo alcuni anche il professor Arnaldo Giovanardi, esponente partigiano, negò l'autorizzazione). Entrambi i comandanti locali appartenevano alla Brigata "Mazzini" di ideologia cattolica.
Dopo qualche ora i quattro ex partigiani forlivesi tornarono accompagnati dal partigiano thienese Bonifacio Brusaterra (Balestra) e, presentando un documento del C.L.N. di Forlì, ottennero la consegna di 14 prigionieri, tutti originari della provincia romagnola. Caricati sul furgone, dissero di doverli portare a Forlì per il processo ma invece presero la direzione verso Lusiana, un vicino comune montano dove esiste la "Spaluga di Lusiana", una cavità carsica in cui i partigiani dell'Altipiano dei Sette Comuni già avevano infoibato numerose persone. 
Oltre al citato Brusaterra, si aggiunsero al gruppo anche i partigiani locali Mario Saugo e Pietro Zanella.
Arrivati nella località Valli di Sopra, frazione di Tezze di Covalo, dovettero interrompere il viaggio in quanto un ponte della strada era in rifacimento. Allora obbligarono i pochi operai intenti al riassetto a seguirli fino ad un trincerone approntato dalla TODT. Qui, dopo averli derubati e denudati, fucilarono i 15 prigionieri (un altro era stato caricato oltre ai 14 delle carceri) ed obbligarono gli operai a seppellirli. Il parroco di Covolo di Lusiana, chiese invano ad un partigiano locale, Giovanni Nicolli, di porre una croce, ma si sentì rispondere "terra sì, croce no".

#### Elenco delle vittime
- Aguzzoni Angelo (44 anni) da Porto Anzi Termoli (CB);
- Castagnoli Benito (31) da Predappio (FO);
- Cimatti Alfredo (41) da Fiumana/Predappio (FO);
- Fabbroni Giovanni (43) da Predappio (FO)
- Guardigli Ermanno (38) da Forlì;
- Lazzarini Olindo (43) da Teodorano (FO);
- Leonardi (nome sconosciuto) da Forlimpopoli (FC);
- Montanari Luigi Pietro (40) da Terra del Sole (FO) - Maresciallo;
- Picchi Odone (29) da Predappio (FO);
- Picchi Nello (38) da Predappio (FO);
- Regazzini Egisto Liuseppe (61) da Forlì;
- Rossi Libero (36) da Forlì - Sergente Maggiore;
- Sampieri Francesco (49) da Savignano di Romagna (FO)
- Simoncelli Giuseppe (41) da Predappio (FO) - Sergente;
- Valbruccioli Domenico (46) da Civitella (FO).

### Seconda esecuzione
Il giorno seguente (18 maggio 1945), al mattino i partigiani forlivesi prelevarono dalla sua abitazione Augusto Battistini, che aveva lavorato per il Battaglione Cesena come autista. Portato alla scuola dove erano incarcerati i restanti prigionieri, venne bastonato e derubato. Nel pomeriggio, fattisi consegnare altri 13 prigionieri, li trasportarono con il solito furgone fino a Villaverla nel greto del torrente Igna per fucilarli. L'intervento di alcuni abitanti del posto (possibili testimoni) tra cui Teresa Zolin, li costrinse però a desistere ed a riportare i prigionieri a Thiene.
Il 19 maggio 1945 tornarono a prelevare gli stessi prigionieri, escludendone però due (Amos Tafani ed Egisto Casadei) grazie a raccomandazioni di partigiani locali. Stavolta il furgoncino prese la strada per Arsiero. Da lì gli 11 prigionieri (oltre ad un altro di provenienza sconosciuta) salirono a piedi verso località Costalunga a 800 metri di quota dove, dopo essere stati derubati e spogliati, furono mitragliati presso uno scavo della TODT. Uno dei prigionieri, che per l'età non riusciva più a camminare, fu mitragliato prima di arrivare alla località destinata.
Non tutti i detenuti facevano parte della XXV brigata nera "Arturo Capanni"; alcuni appartenevano alla G.N.R.,poi sciolta.

#### Elenco delle vittime
- Arrigoni Giuseppe Aldo (40 anni) nato a Teodorano di Meldola (FO);
- Bondi Camillo (53) da Forlì - Maggiore;
- Fiuzzi Amedeo Adelmo (31) da Bertinoro (FC);
- Garaffoni Guido (41) da Cesena - Capitano;
- Mazzocchi Giordano (40) da Cesena;
- Morghenti Secondo (44) da Bertinoro (FO);
- Rocchi Amleto (34) nato a Zurigo;
- Santarelli Romeo (44) da Cesena;
- Savoia Mario (33) da Cesena;
- Sibirani Aldo Lamberto da Cesena (48) - Tenente;
- Valentini Dino (37) da Cesena;

### Ulteriore tentativo
Il 20 maggio 1945 i forlivesi intendevano procedere ad una nuova esecuzione di massa, da attuare alla Spaluga di Lusiana, visto che il ponte era stato nel frattempo riparato, ma il deciso intervento di Giovan Battista Galvan, farmacista di Lugo Vicentino bloccò l'iniziativa.

### Il coinvolgimento dei partigiani vicentini
Dallo svolgersi dei fatti risulta evidente che oltre ai tre citati ex partigiani Brusaterra, Zanella e Saugo, i forlivesi ottennero appoggi ed informazioni dalle locali organizzazioni partigiane. Infatti le informazioni concernenti la Spaluga di Lusiana, i trinceroni a Covalo ed a Costalunga, dove furono eseguite le esecuzioni, non potevano essere conosciute dai partigiani venuti da Forlì. D'altronde la testimonianza del parroco di Covolo circa il commento del partigiano Giovanni Nicolli, suo parrocchiano, avvalora e conferma la partecipazione dei locali.

### Il processo
Nel dopoguerra il processo ai quattro assassini presso la Corte d'Assise di Vicenza si concluse solo nel 1958. Il 4 marzo 1958 ognuno degli ex partigiani forlivesi fu condannato a 20 anni di reclusione per omicidio. Le pene furono condonate a causa delle numerose amnistie intervenute. In tale occasione furono invece assolti, per insufficienza di prove, Bruno Savelli, Bonifacio Brusaterra e Pietro Zanella. 
Dall'accusa di furto aggravato Bruno Savelli e Pietro Zanella furono assolti per non avere commesso il fatto, tutti gli altri invece per insufficienza di prove.